# وليام فذرستون مونتغمري
وليام فذرستون مونتغمري (بالإنجليزية: William Fetherstone Montgomery)‏ (1797-1859) كان طبيب توليد أيرلندي اشتهر بأنه أول من وصف غدد مونتغمري التي تحمل اسمه.